# Leskeodon wallisii
Leskeodon wallisii är en bladmossart som beskrevs av Brotherus in Thériot 1937. Leskeodon wallisii ingår i släktet Leskeodon och familjen Daltoniaceae. Inga underarter finns listade i Catalogue of Life.